# Confetti (film)
Confetti è un film britannico del 2006 diretto da Debbie Isitt.